# Hnativka, Haisîn
Hnativka (în ucraineană Гнатівка) este un sat în comuna Kușciînți din raionul Haisîn, regiunea Vinnița, Ucraina.

## Demografie
Componența lingvistică a localității Hnativka
     Ucraineană (99,36%)
     Alte limbi (0,42%)
Conform recensământului din 2001, majoritatea populației localității Hnativka era vorbitoare de ucraineană (99,36%), existând în minoritate și vorbitori de alte limbi.